# Арлансон (Бургос)
Арлансон (ісп. Arlanzón) — муніципалітет в Іспанії, у складі автономної спільноти Кастилія-і-Леон, у провінції Бургос. Населення — 424 особи (2010).
Муніципалітет розташований на відстані близько 210 км на північ від Мадрида, 19 км на схід від Бургоса.
На території муніципалітету розташовані такі населені пункти: (дані про населення за 2010 рік)
- Ахес: 64 особи
- Арлансон: 217 осіб
- Галарде: 36 осіб
- Сантовенія-де-Ока: 29 осіб
- Вільяморіко: 7 осіб
- Сальдуендо: 71 особа

## Демографія
Динаміка населення (INE ):